# Katori-Klasse (1906)
Die Katori-Klasse (japanisch 香取型戦艦 Katori-gata senkan) war eine Klasse von zwei Schlachtschiffen (Einheitslinienschiffen), die für die Kaiserlich Japanische Marine am Anfang des 20. Jahrhunderts gebaut wurden. Da Japan zu jener Zeit noch nicht über die industriellen Kapazitäten verfügte, solche Schiffe selbst zu bauen, wurden sie im Vereinigten Königreich entworfen und gebaut. Sie waren die letzten Pre-Dreadnought-Schlachtschiffe, die für Japan in überseeischen Werften gebaut wurden und die letzten, die einen Rammsporn hatten. Sie wurden erst nach Ende des Russisch-Japanischen Krieges von 1904 bis 1905 geliefert. Während des Ersten Weltkrieges waren sie nicht im Einsatz, waren aber beide bei der sogenannten Sibirischen Intervention im Jahre 1918 dabei. Beide wurden von 1923 bis 1925 gemäß dem Washingtoner Flottenabkommens von 1922 desarmiert und verschrottet.

## Technik
Die Schlachtschiffe der Katori-Klasse wurden unter dem Flottenerweiterungsprogramm von 1903 der Kaiserlichen Marine bestellt. Wie auch schon bei den vorherigen Schlachtschiffen fehlte Japan die Technologie und der Industrie die Leistungsfähigkeit, selbst Schlachtschiffe zu bauen, und so wandte die japanische Marine sich wieder an britische Werften und bestellte die beiden Schiffe der Katori-Klasse im Januar 1904 bei Armstrong-Whitworth und Vickers. Die nächste Schlachtschiffklasse, die Satsuma-Klasse wurde in Japan gebaut.

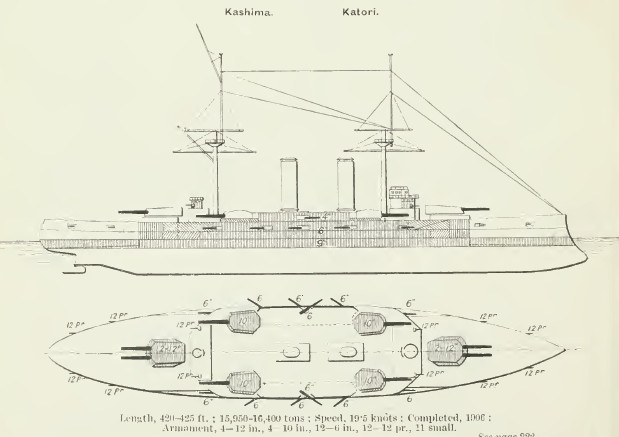
Zeichnung der Katori-Klasse aus Brassey’s Naval Annual 1912

Das Design der Katori-Klasse war eine modifizierte und verbesserte Version der King-Edward-VII-Klasse der Royal Navy. Die von Vickers gebaute Katori war etwas kleiner als ihr Schwesterschiff Kashima. Sie hatten eine Länge von 139,1 (Katori) bzw. 143,4 m (Kashima), waren 78 bzw. 78,16 m breit und hatten einen Tiefgang von 8,1 bzw. 8,2 m. Sie verdrängten 15.959 (Katori) bzw. 16.383 t (Kashima) und die Besatzung betrug 864 Offiziere und Mannschaften.

### Antrieb
Die Schiffe wurden von einem Paar Vierzylinder-Dreifachexpansions-Dampfmaschinen angetrieben, die jeweils auf eine Schraube wirkten. Der Dampf wurde von 20 Niclausse-Kesseln erzeugt, die mit einem Gemisch aus Kohle und Öl beheizt wurden. Die Maschinen leisteten 11.600 bis 11.900 kW und waren konzipiert, eine Höchstgeschwindigkeit von 18,5 kn zu erreichen. Allerdings waren die Schiffe während der Probefahrten schneller, die Kashima erreichte 19,2 kn mit 12.890 kW und die Katori 19,5 kn mit 13.800 kW. Die Schiffe hatten 2.150 t Kohle und 383–762 t Treiböl an Bord, womit sie eine Reichweite von 12.000 sm (22.000 km) bei einer Geschwindigkeit von 11 kn (20 km/h) hatten.

### Bewaffnung
Die Bewaffnung der Schiffe der Katori-Klasse war unterschiedlich, weil sie auf zwei konkurrierenden Werften gebaut wurden. Die Kashima hatte Geschütze von Armstrong, während die Katori welche von Vickers hatte. Die Hauptbewaffnung der Schiffe bestand aus vier Geschützen mit dem Kaliber 30,5 cm und einer Kaliberlänge von 45 in zwei Doppeltürmen vor und hinter den Aufbauten. Diese Geschütze waren kraftvoller als die
305-mm-Geschütze der Mikasa und älterer Schlachtschiffe mit einer Kaliberlänge von 40. Sie verschossen Projektile mit einem Gewicht von 386 kg bei einer Mündungsgeschwindigkeit von 850 m/s.
Die Mittelartillerie der King-Edward-VII-Schlachtschiffe hatte das Kaliber von 23,4 cm zwischen der Hauptartillerie und der dritten Gruppe mit 15,2 cm Kaliber. Die japanische Marine erhöhte das Kaliber auf 25,4 cm mit einer Kaliberlänge von 45 in vier Einzeltürmen an den vier Ecken der Aufbauten. Diese Geschütze waren wieder von Vickers bzw. Armstrong und hatten eine Mündungsgeschwindigkeit von 825 m/s bei einem Geschossgewicht von 227 kg.
Die dritte Gruppe Artillerie an Bord bestand aus zwölf 15,2-cm-Geschützen mit der Kaliberlänge 45 und waren von Vickers oder Armstrong. Zehn dieser Geschütze waren in den Kasematten im Rumpf und zwei in Kasematten in den Aufbauten zwischen den 25,4-cm-Türmen. Sie verschossen 45 kg schwere Granaten mit einer Mündungsgeschwindigkeit von 700 m/s.
Zur Abwehr von Torpedoboot Angriffen waren zwölf bis sechzehn 7,6-cm-Geschütze und drei im Kaliber 4,7 cm installiert. Die 7,6-cm-Geschütze feuerten 5,7 kg schwere Granaten mit einer Mündungsgeschwindigkeit von 719 m/s. Außerdem hatten die Schiffe fünf 45,7-cm-Torpedorohre, jeweils zwei an den Seiten und eines im Heck.

### Panzerung
Der Gürtelpanzer an der Wasserlinie der Schiffe der Katori-Klasse bestand aus einem speziellen Stahl von Krupp und war in der Mitte 229 mm stark und an den Enden noch 64 mm. Überragt wurde der Panzer von einer 152 mm starken und 4,6 m langen Stahlbeplankung zwischen den Barbetten der Hauptgeschütztürme und schützte so die meisten 152-mm-Geschütze. Die Barbetten der Hauptartillerie waren 127 bis 305 mm stark und die Mittelartillerie wurde von 152 mm geschützt. Die Geschütztürme der Hauptartillerie waren mit 229 mm Stahl gepanzert und die Türme der Mittelartillerie mit 152 bis 203 mm. Die Seiten der Aufbauten zwischen den Türmen der Mittelartillerie waren 102 mm stark.
Das Deck war mit 51 mm Stahl gepanzert und mittschiffs, wo es bis zum Panzergürtels abfie, mit 76 mm. Das verbesserte den Schutz der Schiffe erheblich, weil jedes Geschoss, das die vertikale Panzerung durchdrang, auch das schräge Deck durchdringen musste, bevor es die Maschinenräume oder Magazine der Artillerie erreichen konnte. Außerhalb der zentralen gepanzerten Zitadelle hatte das geneigte Deck eine Dicke von 64 mm. Der Kommandoturm wurde durch 229 mm Panzerung geschützt.

## Schiffe
| Schiff  | Bauwerft                   | Kiellegung       | Stapellauf    | Indienststellung | Verbleib                           |
| ------- | -------------------------- | ---------------- | ------------- | ---------------- | ---------------------------------- |
| Kashima | Armstrong, Elswick         | 29. Februar 1904 | 22. März 1905 | 23. Mai 1906     | Abgebrochen, 1924–1925             |
| Katori  | Vickers, Barrow-in-Furness | 27. April 1904   | 4. Juli 1905  | 20. Mai 1906     | Zum Abwracken verkauft, April 1924 |

## Einsatz
Während eines Schießtrainings in der Bucht von Hiroshima am 16. September 1907 entzündete sich Pulver im hinteren 254-mm-Steuerbordturm, als es mit brennenden Resten des vorherigen Schusses in Berührung kam. Durch das Feuer wurden sieben Offiziere und 27 Mann getötet und zwei Offiziere und sechs Mann wurden verwundet. Als der Erste Weltkrieg begann, war die Kashima in der Werft und die Katori war dem 1. Schlachtschiffgeschwader zugeteilt. Die Kashima wurde dem 2. Schlachtschiffgeschwader zugeteilt, als sie die Werft verlassen hatte und wurde 1916 zum Geschwaderflaggschiff. Die Katori war von 1914 bis 1916 in der Werft und wurde danach dem 5. Schlachtschiffgeschwader zugeteilt. Die Kashima schloss sich 1918 ihrem Schwesterschiff im 5. Schlachtschiffgeschwader als Flaggschiff an und beide Schiffe deckten die Landung japanischer Truppen in Sibirien im August 1918, als Japan sich dazu entschied, in den Russischen Bürgerkrieg zu intervenieren.
Im Jahre 1921 beförderte die Katori, begleitet von der Kashima, Kronprinz Hirohito auf seiner Europatour. Beide Schiffe wurden 1923 desarmiert und später verschrottet, um die Bedingungen des Washingtoner Flottenabkommens zu erfüllen. Alle Geschütze wurden der Kaiserlich Japanischen Armee zugeteilt, um als Küstenartillerie weiter verwendet zu werden. Die beiden Türme der Hauptartillerie der Katori wurden in der Bucht von Tokio und auf Iki in der Straße von Tsushima aufgestellt. Der Rest der Geschütze wurde in die Reserve versetzt und im Jahre 1943 verschrottet.